# 榎本雄太
榎本 雄太（えのもと ゆうた、1981年2月3日 - ）は、日本の元俳優、歌手、元ジャニーズJr.。現在は実業家。東京都府中市出身。堀越高等学校、帝京大学経済学部卒業。

## 来歴
1994年からジャニーズ事務所に所属しジャニーズJr.のメンバーとして、坂口剛、古屋暢一とともに3年B組金八先生にも出演した。1999年2月、岡田准一や秋山純らとともに堀越高校を卒業。4月から帝京大学に進学した。2000年にジャニーズ事務所を退所するも音楽活動は継続していたが、2009年6月17日に失業保険詐取の疑いで警視庁捜査2課に逮捕された。6月29日に処分保留で釈放され、6月30日、東京地方検察庁から起訴猶予処分を受けた。
現在は実業家として複数の会社を経営している。

## 出演
- 3年B組金八先生（1995年10月 - 1996年3月）
- 美少女戦士セーラームーン（ミュージカル、タキシード仮面役）
- 少年・15才（1998年4月7日、テレビ朝日） - 主演・真 役[4]